# سيلياني (كونييتش)
سيلياني (بالسيريلية:Сељани) هي قرية في البوسنة والهرسك. وهي تقع في بلدية موستارفي كانتون الهرسك-نيريتفا في اتحاد البوسنة والهرسك على الضفة اليمنى لنهر نيريتفا. طبقا لنتائج تعداد البوسنة عام 2013 فقد كان عدد سكانها 152 نسمة.
قبل الحرب البوسنية كانت القرية بالكامل جزءا من بلدية كالينوفيك، وبعد الحرب أصبحت مرتبطة جزئيا ببلدية كونييتش، والتي تم تضمينها إلى اتحاد البوسنة والهرسك.

## التركيبة السكانية

### التطور التاريخي للسكان
| 1961 | 1971 | 1981 | 1991 | 2013 |
| ---- | ---- | ---- | ---- | ---- |
| 94   | 82   | 135  | 160  | 152  |

## وصلات خارجية
- Maplandia (بالإنجليزية)